# Маточина (село)
 Тази статия е за селото.  За растението вижте Маточина.  
Маточина е село в Югоизточна България, в община Свиленград, област Хасково. Днешното село стои непосредствено под руините на крепостта Букелон – един от най-добре запазените автентични средновековни замъци в България.

## География
Разположено в най-южните склонове на Сакар планина, сред височинна местност, просечена от долините на река Тунджа от изток и река Фишера от запад. Отстои на 40 км от общинския център град Свиленград и на 110 км от областния център град Хасково. Селото е само на 450 м западно от границата с Турция и до 1997 се е намирало зад старите телени ограждения тип кльон, а недалеч е минавала укрепената българска отбранителна линия „Крали Марко“. Новоизграденото оградно препятстващо съоръжение минава по българска страна на границата източно от селото. На 2,3 км източно от старата 13 ГЗ „Юнак“. До промените започнали в края на 1989 г. и началото на 1990 селото е било развиващо се и по-голямо.

## История
Районът тук е заселен от дълбока древност. В античността това е централната част на Одриското царство на траките. Първите следи от поселение на днешната територия на селото не са открити поради липса на системни археологически проучвания.
В периода VII – ХIII в. селището е епископски център, подчинен на адрианополския митрополит, според някои епархийски списъци, където се споменава с името Вукелу (гр. Βοκέλλου), което К. Иречек разчита като Букелонъ. Крепостта Букелон е включена за пръв път в пределите на българската държава след превземането ѝ от Крум в 813 г. 
Скалната църква е датирана към Х век – времената на Симеон Велики, подобно на съседния при с. Михалич скален храм от същата епоха и изохронният им старобългарски манастир в Мурфаглар и др., тя е изсечена в скалисто възвишение на 2 km югозападно от село Маточина, в по-новата история носи името „Свети Дух“ и действа пълноценно като църковен храм на три села - Маточина, Варник и несъществуващото вече село Благунци до построяването на новия храм на селото през 1934т., а на платото над църквата от незапомнени времена се е провеждал многолюден ежегоден събор.
На 14 април в битката при Одрин българският цар Калоян разгромява военната мощ на Латинската империя. Рицарите са разбити, императорът Балдуин IX Фландърски е пленен, а по-късно отведен в столицата Търново, където намира смъртта си.
Между България и Византия при Михаил III Шишман Асен цари дълбок мир, когато неочаквано византийският флот превзема Созопол, в отговор на агресията българска войска завладява Букелон, който бил престижен императорски ловен замък сред личните му ловни полета, с цел след преговори да го замени със Созопол. Византийският историк и бъдещ император Йоан VI Кантакузин споменава няколко пъти това „градче“ (гр. πόλισμα) на име Вукелу (гр. род. падеж Βουκέλου), описвайки превземането на крепостта от цар Михаил Шишман в 1328 г. При сключването на мира след това българския цар отказал да върне „градеца Вукелу и вместо него предложил да се даде многонаселения и голям град на Черно море Созопол“. Това обаче останало без резултат. Вместо това, заради изграждащия се между владетелите българо-византийски съюз за завоюване на Сърбия било постигнато споразумение и цар Михаил Шишман склонил да даде крепостта на младия император Андроник III, което, според Никита Хониат, станало срещу огромен откуп.
През Отоманския период околността на селото е била обрасла с дъбови гори, изобилствуващи от дивеч. В реките прорязващи землището на селото кипяло от живи твари. От дневника на султан Мехмед IV се научава, че през 1664 година е ловувал в подножието на крепостта и намиращото се под нея село. В писмения паметник на султана селото е наречено Фикла. През османско време селото се е именувало на Фикел, с което име селото се именува до 1934 година, когато е преименувано на Маточина по името на лековитата билка, която расте в региона.
За 1793 г. описание дават ген. Михаил Кутузов и Виктор Кочубей в техния пътепис „От Русчук до Константинопол“, представляващ доклад за пратеничеството им до Високата порта. Според тях в селото имало извор и ручей, подходящи за стан на войска, а жителите на гореспоменатите и околните села са с добри ниви, но с жито не се запасяват, защото град Адрианопол го изкупува всичкото.
През 1875 г. в с. Фикел е екзекутирана заловена от турците чета на участници в Старозагорското въстание. Сега на мегдана на селото е поставена паметна плоча за събитието.
На 4 юли 1901 година в околностите на Фикел е обградена от турска войска четата на Слави Мерджанов, съставена от българи и арменци, която е разгромена, убит е Петър Соколов. Пред очите на турската войска Сл. Мерджанов убива отвлечения заложник Нури бей, син на богатия одрински чифликчия Дертли Мустафа. Заловен е ранен, а впоследствие е екзекутиран в Одрин.
През 1912 г. селото е превзето от българските войски в Балканската война, но отново е загубено в полза на турците при Междусъюзническата война в 1913 г.
През 1915 г. селото и районът е отстъпен от Турция към България по силата на Българо-турската конвенция от 1915 г. в навечерието на Първата световна война.
През 1934 г. селото се преименува на Маточина.

## Религии
Всички жители и обитатели на селото изповядат източноправославна религия. В селото има стар християнски храм, представляващ скална църква от 10 век – паметник на културата. Богослужение в старата църква „Богоявление“ се е извършвало до средата на 20 век. В края на 1935 г. в селото започва да действува и новопостроена църква – приемник на старата, „Св. св. Константин и Елена“.

## Културни и природни забележителности
- В североизточната част на селото, върху плато на високо издигнат от низината на река Тунджа рид, се издига Маточинската крепост.

- Южно от селото в скален венец е вкопана скална църква с полуцилиндричен свод, с предполагаема датировка от Х в.
- Паметна плоча на Старозагорското въстание от 1875 г.
- Сградата на бившата митница, сега Туристически-информационен център.

## Редовни събития
Сбор на селото през месец май.